# Balladen om Balder
Balladen om Balder er et tegneseriealbum af Peter Madsen. Det er nummer 13 i serien Valhalla og blev udgivet i 2006.
Inden selve udgivelsen blev Balladen om Balder bragt i Jyllandsposten med en side hver søndag fra 27. november 2005 og frem til oktober 2006.

## Handling
Den handler om Lokes datter Hel vil have mere glæde i underverdenen som hun behersker. Loke drømmer efter det at alle tror han har dræbt Balder. Da han vågner prøver han at sørge får at Balder ikke kommer til skade. Balder hjælper sin blinde bror Høder der bliver forelsket i valkyrien Nanna der også bliver forelsket i ham. Da Loke og Balder går en tur ude i skoven ser de Nanna der møder Høder. Men så dukker Loke og Balder pludselig op og ødelægger hele øjeblikket. Høder bliver sur og forsvinder. Høder siger han vil dræbe Balder, men Loke prøver at tale ham fra det, men det virker ikke. Høder stjæler et magisk sværd fra en trold fordi Loke sagde at Balder er usårlig, hvilket ikke er rigtigt. Men da Høder hugger på Balder går sværdet i stykker, fordi hans mor Frigg fik alle ting der nogensinde rører jorden til at sværge, at de ikke ville skade Balder. Det gør Høder mere sur og Loke narrer ham til at tro at han også er usårlig, hvorefter han giver ham en mistelten som våben. Da Høder kommer til Balder kaster han misteltenen på ham, hvilket dræber ham da misteltenen aldrig rører jorden. Høder fortryder det men finder ud af i en drøm, at Balder bringer glæde til underverdenen, og han vil blive der. Da Høder kommer ud af drømmen kysser han og Nanna.